# Rafael Guijosa
Rafael Guijosa Castillo (* 31. ledna 1969 Alcalá de Henares) je bývalý španělský házenkář. Se španělskou házenkářskou reprezentací mužů získal dvakrát bronz na olympijských hrách, v Atlantě roku 1996 a v Sydney 2000. Má též stříbro (1998) a bronz (2000) z mistrovství Evropy. Ve španělském národním týmu odehrál 119 utkání a vstřelil 538 branek. S klubem FC Barcelona, v němž působil v letech 1994-2002, pětkrát vyhrál Ligu mistrů (1996, 1997, 1998, 1999, 2000), dvakrát Pohár vítězů pohárů (1994,1995) a jednou Pohár EHF (2003). V roce 1999 byl Mezinárodní házenkářskou federací vyhlášen nejlepším světovým házenkářem roku. V současnosti je trenérem Íránské mužské házenkářské reprezentace.